# Théâtre dramatique d'Estonie

Le Théâtre dramatique d'Estonie (en estonien : Eesti Draamateater) est un théâtre situé dans le quartier Kesklinn à Tallinn en Estonie,,.

## Bâtiment
Le bâtiment qui abrite le théâtre dramatique estonien a été construit à l'origine pour le théâtre allemand de Tallinn et achevé en 1910 selon les plans des architectes de Saint-Pétersbourg Nikolai Vassilyev et Aleksei Bubyr . 
Il est de style romantique national. 

## Histoire

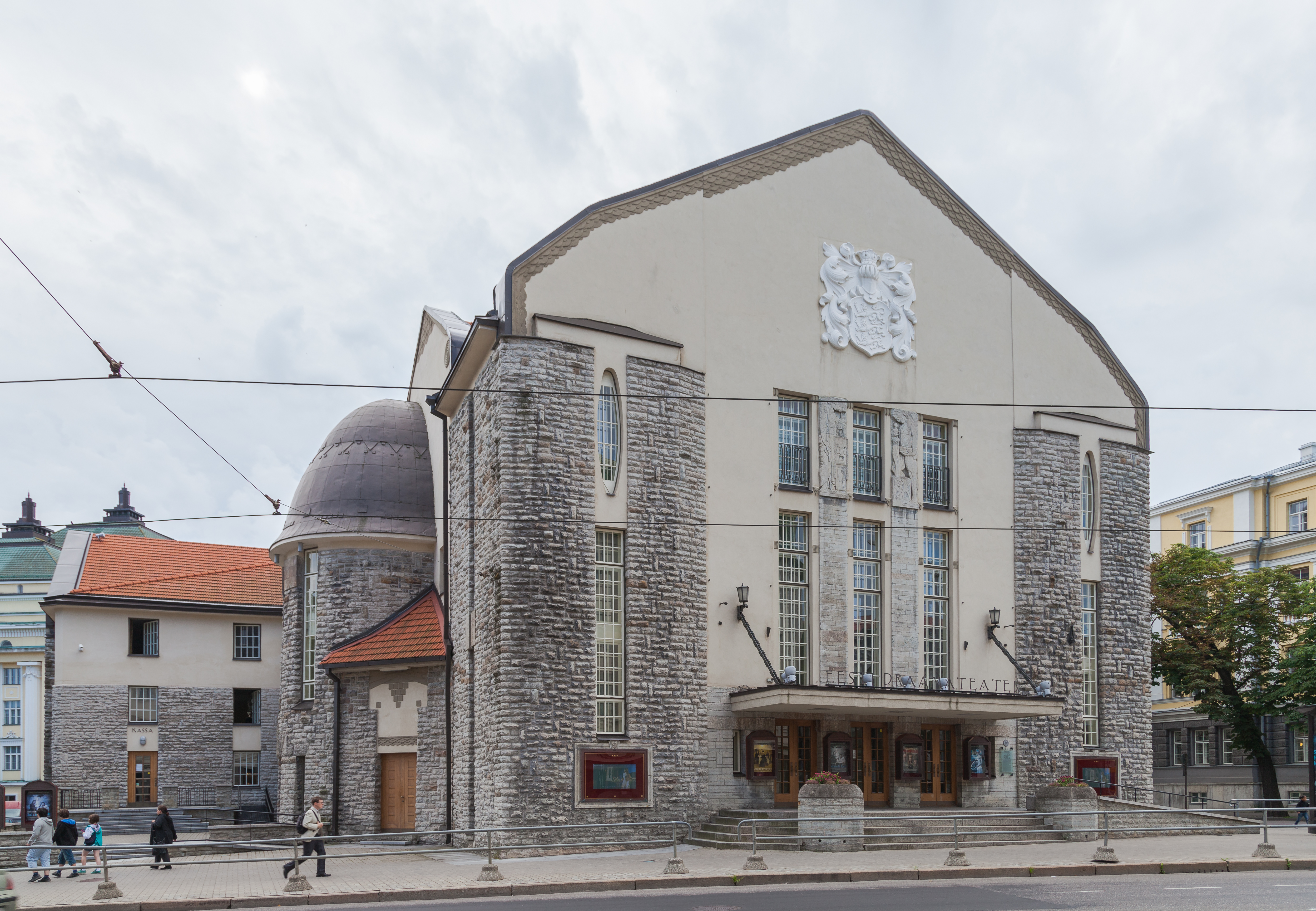
Façade du théâtre dramatique.

En 1920, le metteur en scène Paul Sepp  ouvre un théâtre privé, on y joue un répertoire dramatique très varié. La troupe loue d'abord la salle et en 1939 elle achète le bâtiment.
Les premières années on y joue du théâtre engagé allemand et la troupe effectue des tournées dans toute l’Estonie.
Dans les années 1930, le théâtre adapte des œuvres littéraires estonienne de Hugo Raudsepp, Anton Hansen Tammsaare, Oskar Luts, Mats Traat, Juhan Smuul etc.….
En 1937, le théâtre est re-nommé Théâtre dramatique estonien. 
En 1939, le théâtre devient le théâtre allemand (en estonien : Saksa Teatri) et s’installe au 5, Pärnu maantee  qui est son adresse actuelle. 
Pendant l' occupation soviétique, le théâtre s'appelait le Théâtre dramatique national Viktor Kingissepp de Tallinn, mais il retrouve son ancien nom en 1989, avant le retour à l'indépendance de l' Estonie.

La troupe du théâtre se forge une solide réputation du temps de Voldemar Panso son directeur artistique en 1970-1976.
Le Théâtre dramatique estonien donne plus de 500 représentations par an, dans sa salle de Tallinn et à deux autres endroits en Estonie.